# Sundwarda dohertyi
Sundwarda dohertyi là một loài bướm đêm trong họ Noctuidae.